# (387) Aquitania
Pour les articles homonymes, voir Aquitaine et Aquitania.
(387) Aquitania est un astéroïde de la ceinture principale découvert par Fernand Courty le 5 mars 1894 depuis l'observatoire de Bordeaux.
Son nom latin évoque la région gauloise d'Aquitaine.